# Arquenay
Arquenay är en kommun i departementet Mayenne i regionen Pays de la Loire i nordvästra Frankrike. Kommunen ligger i kantonen Meslay-du-Maine som tillhör arrondissementet Laval. År 2022 hade Arquenay 672 invånare.

## Befolkningsutveckling
Antalet invånare i kommunen Arquenay
| Referens: INSEE |